# Edna St. Vincent Millayová

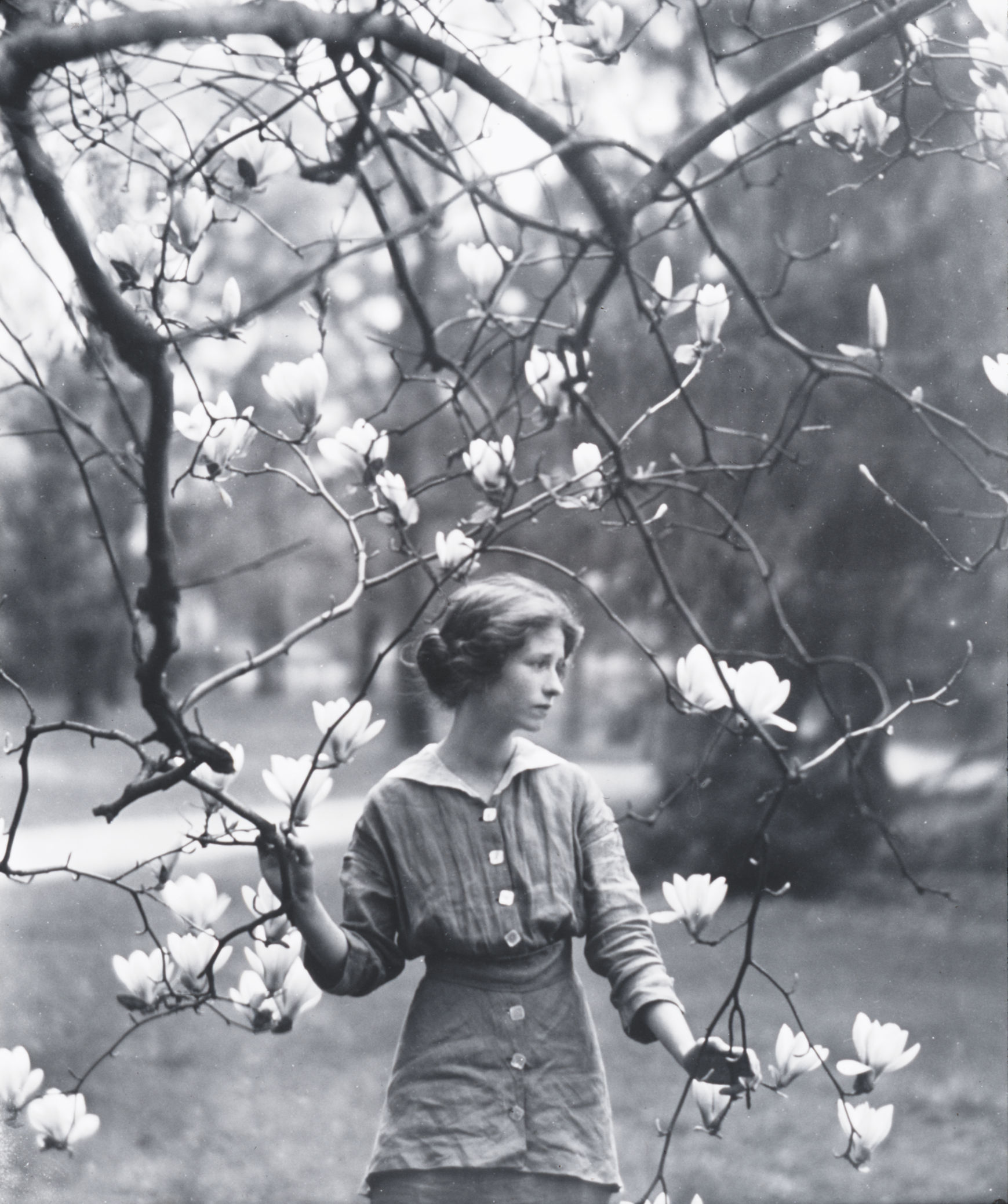
Edna St. Vincent Millayová

Edna St. Vincent Millayová (22. únor 1892 Rockland – 19. říjen 1950 New York) byla americká básnířka, dramatička a prozaička. Roku 1923 získala Pulitzerovu cenu za poezii (za sbírku The Ballad of the Harp-Weaver), jako třetí žena v historii ceny. Roku 1943 získala jako druhá žena Frostovu medaili za celoživotní přínos americké poezii. Je považována za jednoho z nejvýznamnějších tvůrců sonetu ve 20. století. U svých próz používala pseudonymu Nancy Boydová.
Pro český kontext je podstatná její báseň Murder of Lidice, kterou napsala za druhé světové války v reakci na vyhlazení Lidic, a která vyšla nejprve v New York Times. Verše této básně otevíraly a uzavíraly film Hitler's Madman z roku 1943, který pojednával o atentátu na Reinharda Heydricha. Film i báseň měly zásadní vliv na americké veřejné mínění v otázce českého odboje.
Millayová byla též feministickou aktivistkou. Označovala se za bisexuálku a ženská sexualita byla významným tématem její poezie, což vyvolávalo skandály. Tak tomu bylo už u její první básně Renascence (Přerod), v níž se vyrovnávala s krizí dospívání, a která vyšla roku 1912 v básnické ročence The Lyric Year.
Zvláštní střední jméno dostala na počest nemocnice St. Vincent's Hospital v New Yorku, kde krátce před jejím narozením zachránili život jejího strýce.